# أسماء منايفي
أسماء مينايفي (مواليد 5 يونيو 1986) لاعبة تنس طاولة جزائرية. شاركت في منافسات فردي السيدات في الألعاب الأولمبية الصيفية 2004.

## وصلات خارجية
- أسماء منايفي على موقع أوليمبيديا (الإنجليزية)